# Nekopara
Nekopara (jap. ネコぱら) – seria powieści wizualnych dla dorosłych stworzona przez Neko Works i wydana przez Sekai Project. Pierwsza gra z serii, Nekopara Vol. 1, została wydana w grudniu 2014 roku. Seria osadzona jest w świecie, w którym ludzie żyją obok dziewczyn-kotów, znanych jako „neko”.
Adaptacja Nekopara w postaci anime typu OVA dla wszystkich grup wiekowych została wydana na platformie Steam w grudniu 2017 roku. Kolejna adaptacja w postaci telewizyjnego serialu anime, wyprodukowana przez studio Felix Film, była emitowana od stycznia do marca 2020 roku. 
29 listopada 2021 roku Neko Works ogłosiło, że w produkcji znajduje się nowa gra z serii – After La Vraie Famille.

## Rozgrywka
Nekopara to seria powieści wizualnych, więc większość rozgrywki skupia się na czytaniu przez gracza historii przedstawianej w grze. Nekopara nie oferuje możliwości wyboru w trakcie rozgrywki, a gracz nie ma wpływu na fabułę. Gry są w pełni udźwiękowione (z wyjątkiem głównego bohatera) i wykorzystują system zwany „E-mote”, który pozwala animować postacie w grze, zamiast statycznych spriete’ów. W Nekoparze Vol. 0 dodano nową funkcję, w której gracz może klikać postacie w grze, aby je „pogłaskać”. Postacie będą reagować na różne sposoby w zależności od tego, gdzie gracz je pogłaszcze.

## Fabuła

### Vol. 0
Prequel Vol. 1 przedstawiający dzień z życia Shigure i sześciu dziewczyn-kotów w rodzinnym domu. Udział poprzedniego bohatera, Kashou Minadukiego, jest minimalny.

### Vol. 1
Kashou Minaduki jest początkującym cukiernikiem, który wyprowadza się z domu, aby otworzyć własną cukiernię. Podczas rozpakowywania się w swoim nowym sklepie odkrywa, że dwójka neko z jego rodziny, Chocola i Vanilla, przyjechała wraz z nim, ukrywając się w kartonowych pudłach. Po tym, jak Chocola i Vanilla przekonały Kashou, by pozwolił im zostać i zamieszkać z nim, cała trójka zaczęła pracować razem w jego sklepie, La Soleil. Podczas historii Kashou jest kilkukrotnie odwiedzany przez swoją siostrę Shigure i pozostałą czwórkę neko należących do ich rodziny.

### Vol. 2
Shigure i pozostała czwórka neko, Azuki, Cinnamon, Maple i Coconut rozpoczynają pracę w La Soleil. Ta część skupia się głównie na Azuki i Coconut oraz ich czasami kontrowersyjnych relacjach, kiedy to starają się odnaleźć swoje miejsce w sklepie.

### Vol. 3
Historia La Soleil trwa. Ta część skupia się głównie na Cinnamon i Maple oraz ich silnej więzi, gdy Maple stara się spełnić swoje marzenie.

### Vol. 4
La Soleil i rodzina Minaduki przygotowują się do Bożego Narodzenia. Ta część koncentruje się głównie na Kashou i zrozumieniu, czym tak naprawdę jest niego pieczenie, aby mógł być dumny ze swojej mentorki i zdobyć uznanie ojca.

### Extra
Ta część, rozgrywająca się sześć miesięcy przed Vol. 1, skupia się na rodzinie Minadukich z czasów, gdy Chocola i Vanilla były kociętami, starającymi się przystosować się do życia w rodzinie.

## Bohaterowie
- Kashou Minaduki (jap. 水無月 嘉祥 Minazuki Kashou)

Seiyū: Shinnosuke Tachibana (tylko OVA i serial TV) 
Kashou jest bohaterem większości gier z serii Nekopara. Wywodzi się z rodziny o długiej linii cukierników i postanawia wbrew woli rodziców wyprowadzić się z domu i otworzyć własną cukiernię. Okazuje się, że Kashou studiował za granicą we Francji i starał się uhonorować swoją mentorkę, skupiając swój talent do pieczenia na słodyczach w stylu zachodnim, nazywając swoją cukiernię La Soleil po cukierni swojej mentorki.
- Vanilla (jap. バニラ Banira)

Seiyū: Yuka Inokuchi (w grach wymieniona jako Amu Nakamura), Iori Saeki (serial TV) 
Vanilla to spokojna i cicha siwowłosa neko. Rzadko wyraża swoje emocje, przez co przypomina trochę postać kūdere. Kocha swoją siostrę bliźniaczkę Chocolę i często podąża za nią, gdziekolwiek się udaje. Ona i Chocola przez większość serii są najmłodszymi neko rodziny Minadukich.
- Chocola (jap. ショコラ Shokora)

Seiyū: Maki Tomonaga (w grach wymieniona jako Himari), Yuki Yagi (serial TV) 
Chocola to pogodna i energiczna neko o brązowych włosach; jest często opisywana jako beztroska i zawsze mówi o sobie w trzeciej osobie. Jest siostrą bliźniaczką Vanilli i wprowadziła się do Kashou po tym, jak założył własną firmę.
- Cacao (jap. カカオ Kakao)

Seiyū: Yūka Morishima (tylko serial TV) 
Cacao to postać, która zadebiutowała w serialu animowanym. Ma miętowo-zielone włosy i zawsze nosi czapkę. Wcześniej była bezdomną neko, zanim Chocola przyprowadziła ją do domu Minadukich.
- Shigure Minaduki (jap. 水無月 時雨 Minazuki Shigure)

Seiyū: Mai Nagai (w grach wymieniona jako Emi Sakura), M.A.O (serial TV) 
Młodsza siostra Kashou. Wydaje się, że żywi romantyczne uczucia do brata w kazirodczy sposób. Ona i Kashou są właścicielami neko rodziny Minaduki.
- Azuki (jap. アズキ)

Seiyū: Mia Naruse, Shiori Izawa (serial TV) 
Azuki jest najstarszą neko rodziny Minadukich. Pomimo tego, że jest najstarsza, jest też najniższa i ma psotną osobowość. Jednak zasługuje na bycie najstarszą dziewczyną-kotem, bez wysiłku zarządzając i prowadząc swoje siostry podczas pracy w kawiarni Kashou. Ma również osobowość tsundere, działając sarkastycznie i skrzętnie ukrywając swoje prawdziwe emocje wobec wszystkich. Jest munchkinem.
- Maple (jap. メイプル Meipuru)

Seiyū: Yui Ogura, Miku Itō (serial TV) 
Maple jest drugą najstarszą neko rodziny Minadukich. Ma niezależną/dojrzałą osobowość, a także jest odrubinę tsundere, biorąc pod uwagę, że jest zwykle nieszczera wobec siebie. Lubi odwiedzać kawiarnie, aby próbować różnych potraw i napojów. Chce zostać piosenkarką, ale powstrzymuje ją brak pewności siebie, a także perspektywa, że osiągnie sukces tylko dlatego, że jest dziewczyną-kotem. Jest amerykańskim curlem.
- Cinnamon (jap. シナモン Shinamon)

Seiyū: Tae Okajima (OVA; w grach wymieniona jako Uyu Arisaka), Yuri Noguchi (serial TV) 
Cinnamon jest trzecią najstarszą neko rodziny Minadukich. Często interpretuje rzeczy w sposób seksualny, wyniku czego się podnieca. Ma największy rozmiar biustu ze wszystkich neko. Jest najbliżej Maple i dlatego aspiruje do bycia u jej boku, aby wspierać jej życiowe decyzje. Jest szkockim zwisłouchym z fioletowymi włosami.
- Coconut (jap. ココナツ Kokonatsu)

Seiyū: Ryōko Tezuka (gry; w OVA wymieniona jako Megumi Tateishi), Marin Mizutani (serial TV) 
Coconut to trzecia najmłodsza neko z rodziny Minaduki. Inne postacie chwalą ją za jej „fajną” osobowość, ale ona wolałaby uchodzić raczej za uroczą niż fajną. Cierpi na niską samoocenę z powodu jej niezdarności i samozwańczego braku umiejętności. Próbuje również zrobić więcej, niż może, aby wyglądać bardziej na starszą siostrę i starać się nie obciążać Kashou i innych dziewczyn-kotów. Ma heterochromię, jej prawe oko jest żółte, a lewe niebieskie. Jest maine coonem.

## Historia wydań
Nekopara Vol. 1, została wydana w dwóch wersjach: nieocenzurowanej wersji dla dorosłych, która zawiera sceny erotyczne i nagość, oraz ocenzurowanej wersji dla wszystkich grup wiekowych, w której treści erotyczne są usunięte. Vol. 1 miała premierę 30 grudnia 2014 Fan disc dla wszystkich grup wiekowych zatytułowany Nekopara Vol. 0 został wydany 17 sierpnia 2015. Nekopara Vol. 2 została wydana 20 lutego 2016. Nekopara Vol. 3 pierwotnie miała ukazać się 28 kwietnia 2017, ale premiera została przesunięta na 26 maja 2017. Niedługo po wydaniu Vol. 3 Neko Works ogłosiło, że Vol. 4 ukaże się „wkrótce”. Później ujawniono, że część czwartą: Neko to Patisserie no Noel zaplanowano na 27 listopada 2020.
W 2018 roku Nekopara została przeportowana i wydana na konsole PlayStation 4 i Nintendo Switch.
Spin-off, NEKOPALIVE, został wydany na Steam 1 czerwca 2016.
Potwierdzono, że mini-powieść wizualna oparta na dzieciństwie Chocoli i Vanilli zostanie wyprodukowana po zebraniu 800 000 USD na Kickstarterze Nekopara OVA. Później ogłoszono, że będzie nosić tytuł Nekopara Extra; została wydana 27 lipca 2018.
W listopadzie 2021 roku ujawniono, że nowa część zatytułowana After La Vraie Famille jest w fazie rozwoju.

### Sprzedaż
Do maja 2016 roku seria Nekopara sprzedała się w ponad 500 000 egzemplarzy. Do kwietnia 2017 liczba ta podwoiła się, przekraczając milion egzemplarzy. Rok później, w kwietniu 2018 roku, seria sprzedała się w ponad 2 milionach egzemplarzy, a kwietniu 2020 sprzedaż przekroczyła 3 miliony egzemplarzy na Steamie. 29 listopada 2021 Neko Works ogłosiło, że sprzedaż serii przekroczyła 5 milionów kopii.

## Odbiór
Hardcore Gamer dał Nekoparze Vol. 1 pozytywną recenzję, stwierdzającą, że „Nekopara to lekka i puszysta powieść wizualna, która spodoba się fanom dziewczyn-kotów”, ale zauważył, że „niektórzy mogą być zniechęceni aspektem seksualnym fabuły”.
W maju 2021 roku Nekopara była jednym z pięciu tytułów anime isekai (wraz z KonoSubą, Odrodzonym jako galareta, Princess Lover! i Zombie Land Sagą), które zostały częściowo zakazane przez rosyjski rząd za ich przedstawianie reinkarnacji.

## Adaptacje

### Anime

#### OVA
W lipcu 2016 r. Sekai Project ogłosiło, że przeprowadzi kampanię na Kickstarterze, aby sfinansować adaptację Nekopara jako anime typu original video animation (OVA) dla wszystkich grup wiekowych. Kampania rozpoczęła się w grudniu 2016 i osiągnęła swój cel finansowania w wysokości 100 000 dolarów „zaledwie godzinę” po uruchomieniu. Kampania zakończyła się na Kickstarterze 11 lutego 2017 i zebrała 963 376 dolarów od 9322 wspierających, jednak została przedłużona, aby osiągnąć ostateczny cel. W marcu 2017 kampania formalnie zakończyła się i zebrała w sumie 1 049 552 dolarów. 4 grudnia 2017 Sekai Project ogłosiło, że OVA zostanie wydana 26 grudnia 2017, jednak została później przeniesiona na 22 grudnia 2017 z powodu błędu w wysyłce przez Tokyo Otaku Mode, firmę odpowiedzialną za dostarczenie artykułów fizycznych. Produkcja została wydana na platformie Steam, stając się jedną z najlepiej zarabiających w tym serwisie w miesiącu swojej premiery.
Piosenką otwierającą OVA jest „Baby→Lady LOVE” zaśpiewana przez Ray, a końcową – „▲MEW▲△MEW△CAKE” wykonana przez Kotoko.
Druga OVA, oparta na powieści wizualnej Nekopara Extra, została wydana wraz z powieścią wizualną 27 lipca 2018. Motywem końcowym Nekopary Extra jest „Symphony” w wykonaniu Luce Twinkle Wink☆.

#### Serial telewizyjny
Podczas 95. Comiketu ogłoszono, że rozpoczęła się produkcja serialu telewizyjnego, będącego adaptacją serii gier. Serial został wyprodukowany przez studio Felix Film i wyreżyserowany przez Yasutakę Yamamoto. Za kompozycję serii odpowiada Gō Zappa, postacie zaprojektował Yuichi Hirano, a muzykę skomponował Akiyuki Tateyama. Jego pierwszy odcinek miał swoją premierę na Anime Expo 2019 6 lipca 2019, a dwa pierwsze odcinki zostały wyemitowane podczas specjalnego wydarzenia w Tokio 24 grudnia 2019. Serial był emitowany od 9 stycznia 2020 do 26 marca 2020 na AT-X, Tokyo MX i BS11. Piosenką otwierającą anime jest „Shiny Happy Days”, którą zaśpiewały Yuki Yagi, Iori Saeki, Shiori Izawa, Miku Itō, Yuri Noguchi i Marin Mizutani; piosenką końcową – „Yōdamari no kaori” (jap. 陽だまりの香り) wykonana przez Yagi i Saeki. Serial składa się łącznie 12 odcinków. Funimation nabyło prawa do dystrybucji serialu w Ameryce Północnej, na Wyspach Brytyjskich i Australazji, poprzez platformy streamingowe FunimationNow, Wakanim i AnimeLab, oraz stworzyło angielski dubbing dla serii.

### Manga
Adaptacja mangowa ilustrowana przez Tam-U jest obecnie publikowana w magazynie „Comic Dengeki G”. Pierwszy rozdział mangi ukazał się w lipcowym numerze „Dengeki G’s Comic” 30 maja 2018.

### Gra mobilna
W 2019 roku została zapowiedziana mobilna adaptacja serii, Nekoparaiten!; jej premiera planowana była na 2020 rok. Twórcy produkcji określili jej gatunek jako „romantyczną grę symulacyjną”.